# فلوریدا سیتی (فلوریدا)
فلوریدا سیتی (به انگلیسی: Florida City) شهری در شهرستان میامی-دید ایالت فلوریدا است که در سال ۱۹۱۴ بنیان‌گذاری شده‌است. این شهر طبق سرشماری سال ۲۰۱۰ میلادی، ۱۱٬۲۴۵ نفر جمعیت داشته و مساحت آن نیز ۱۸٫۳ کیلومتر مربع است.